# كرة مسقطة

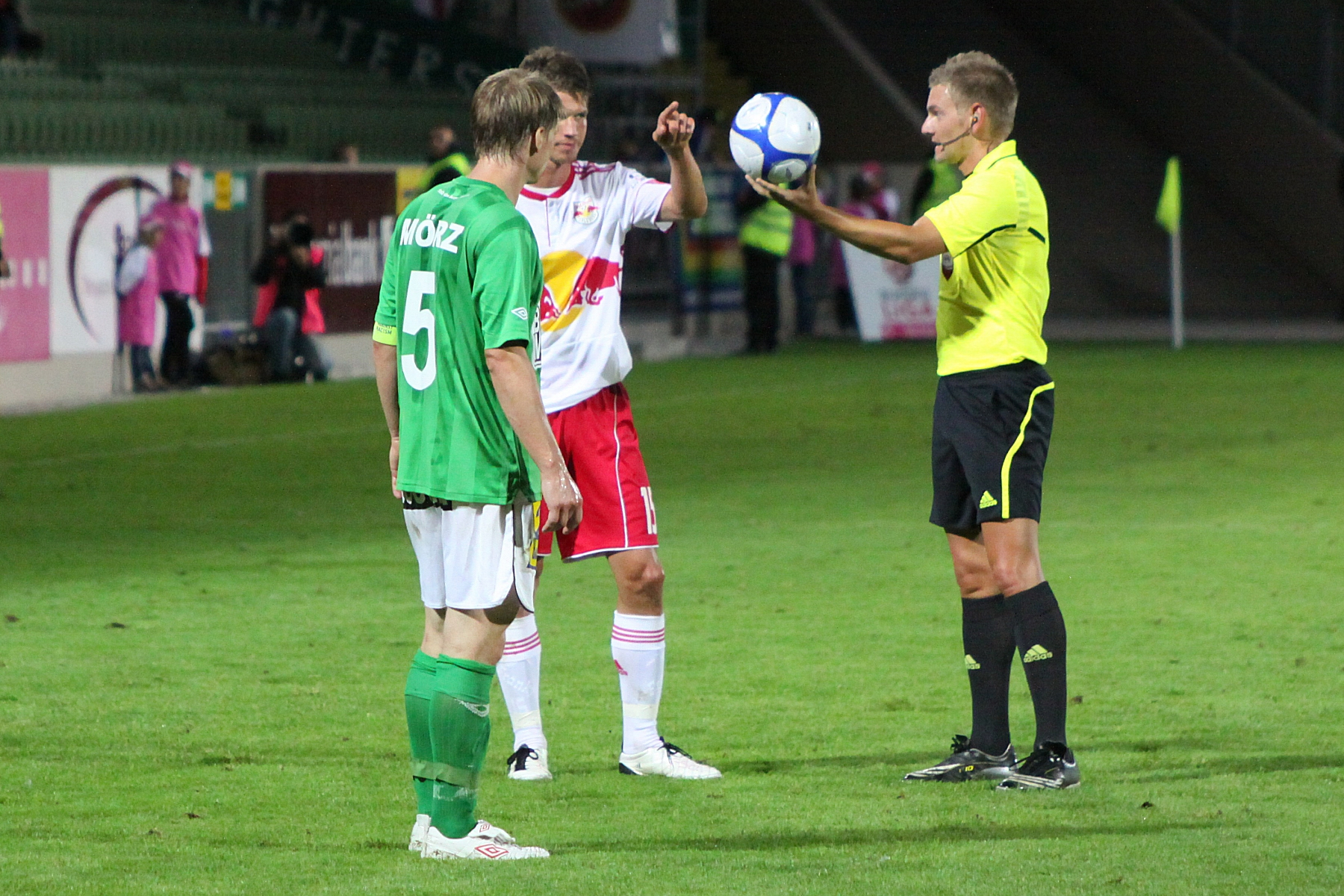
إسقاط الكرة في كرة القدم (قبل 2019)

إسقاط الكرة فتسمى الكرة الكرة المسقطة هي طريقة لاستئناف اللعب في لعبة كرة القدم . تُستخدم عندما يوقف اللعب لأسباب كالأخطاء أو سوء السلوك أو الإصابة. المواقف التي تتطلب إعادة تشغيل الكرة المسقطة موضحة في القانون 8 والقانون 9 من قوانين اللعبة.